# Тиглинг

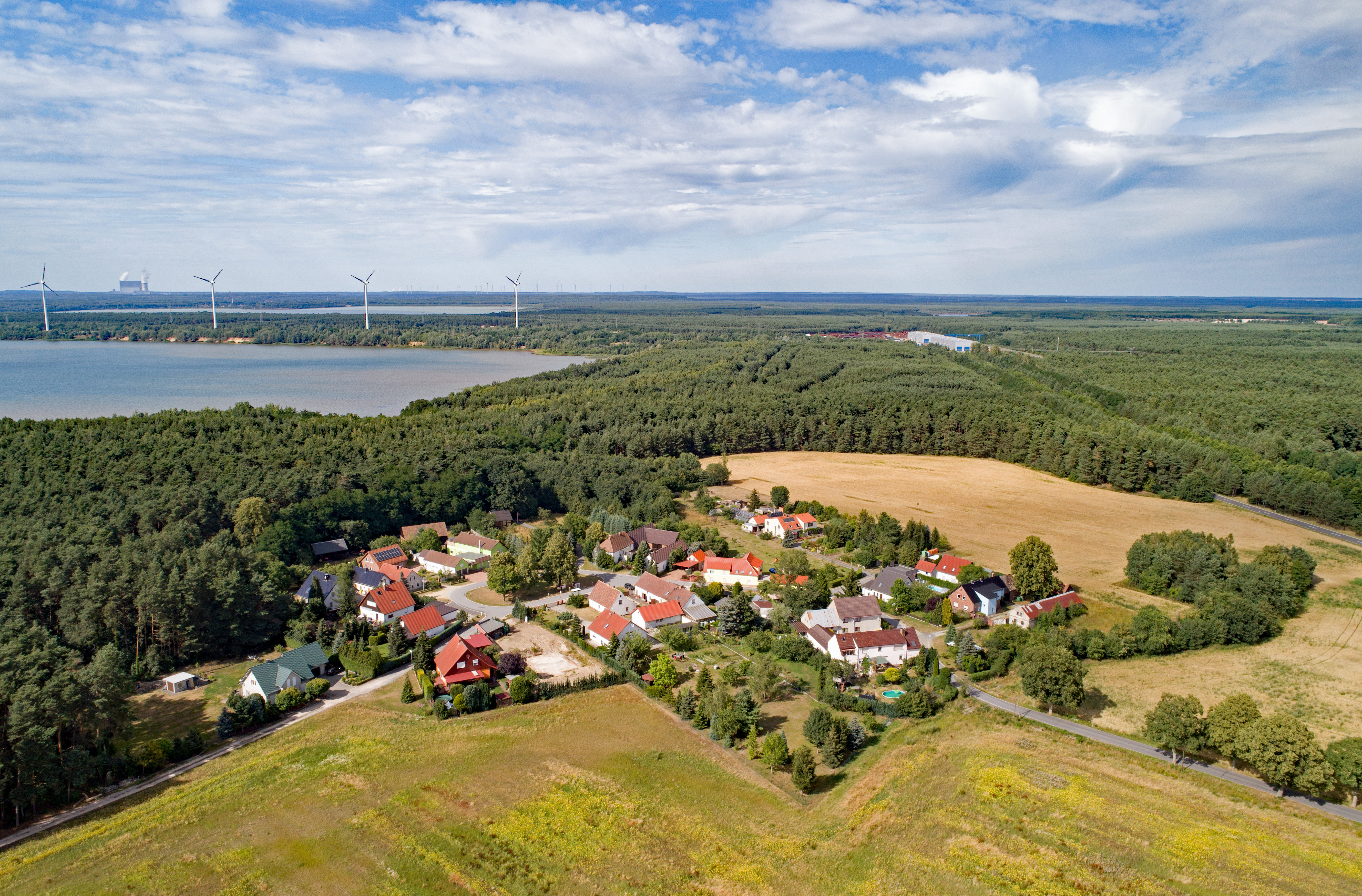

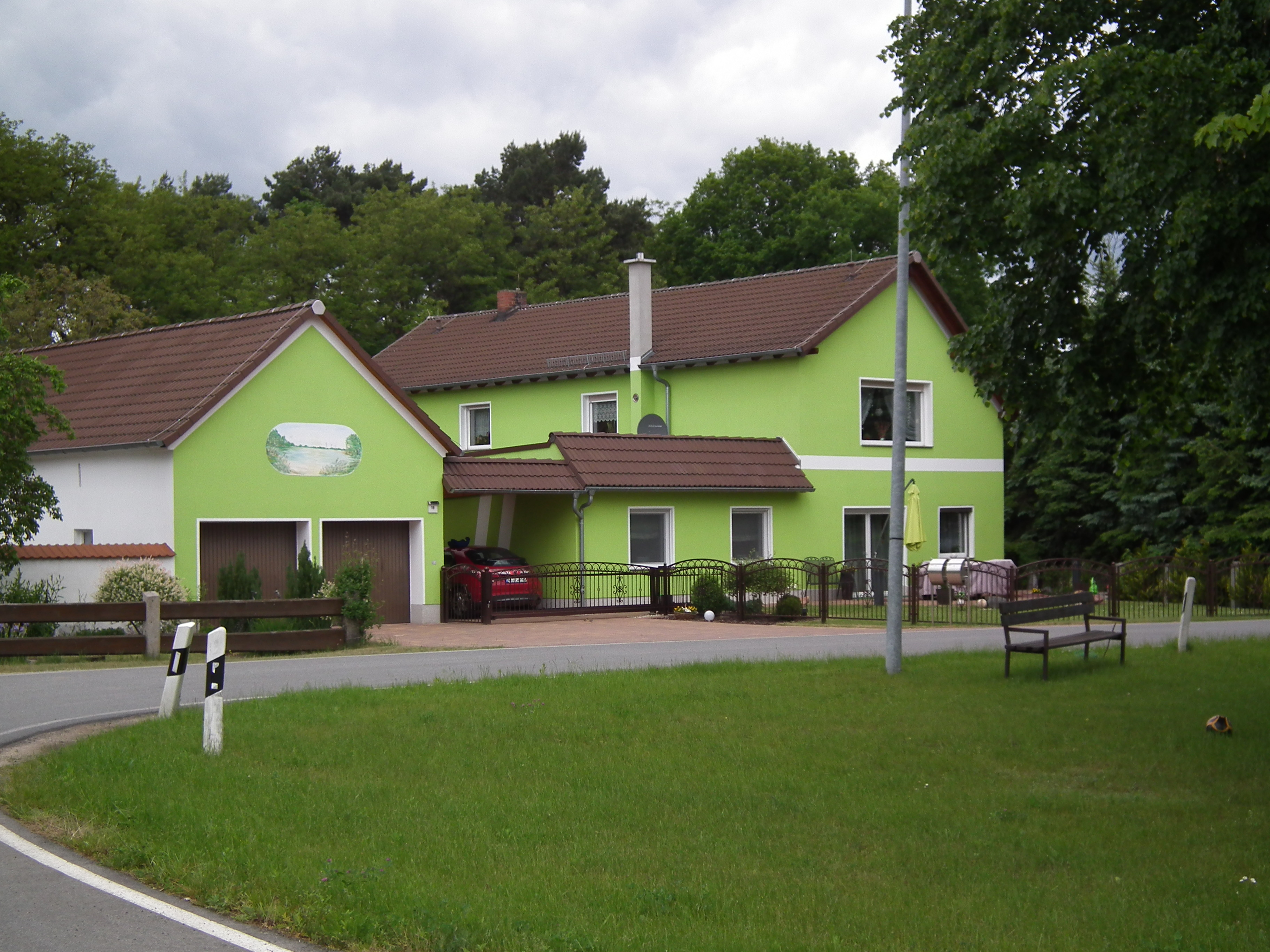

Ти́глинг или Ты́гельк (нем. Tiegling; в.-луж. Tyhelk) — деревня в Верхней Лужице, Германия. Входит в состав коммуны Лоза района Баутцен в земле Саксония. Подчиняется административному округу Дрезден.

## География
Находится в южной части района Лужицких озёр на южном берегу Шибойского озера в нескольких километрах на восток от города Хойерсверда. На юге от деревни проходит автомобильная дорога S108.
Соседние населённые пункты: на юго-востоке — деревня Белы-Холмц, на западе — деревня Горникецы (входит в городские границы Хойерсверды) и на западе — город Хойерсверда.

## История
Впервые упоминается в 1746 году под наименованием Tiegling.
До 1994 года входила в административные границы деревни Белы-Холмц. В 1994 году приобрела статус самостоятельного населённого пункта и вошла в состав коммуны Лоза.
В настоящее время деревня входит в состав культурно-территориальной автономии «Лужицкая поселенческая область», на территории которой действуют законодательные акты земель Саксонии и Бранденбурга, содействующие сохранению лужицких языков и культуры лужичан.
Исторические немецкие наименования
- Tiegling, 1746
- Dyglich, 1767
- Tieglitz, 1791
- Tieglich, 1824
- Tiegling, 1833

Официальным языком в населённом пункте, помимо немецкого, является также верхнелужицкий язык.